# Yuankeng
Yuankeng (kinesiska: 元坑) är en köping i sydöstra Kina. Den ligger i Shunchang härad i staden Nanping i provinsen Fujian, omkring 180 kilometer nordväst om provinshuvudstaden Fuzhou. Antalet invånare är 11 666. Befolkningen består av 5 617 kvinnor och 6 049 män. Barn under 15 år utgör 17,0 %, vuxna 15-64 år 70 %, och äldre över 65 år 12,0 %.